# KV46
KV46, acrònim de l'anglès King's Valley, és una tomba egípcia de l'anomenada vall dels Reis, situada a la riba oest del riu Nil, a l'alçada de la moderna ciutat de Luxor. Va ser utilitzada per a l'enterrament de Yuya i Tuyu, nobles influents durant el regnat de Tuthmosis IV i sogres d'Amenhotep III. Fins al descobriment de la tomba de Tutankamon, aquesta era la tomba més rica i millor preservada de la vall, i la primera que es va trobar amb l'aixovar. Va ser localitzada en un ramal petit de la vall principal, entre dues tombes de l'època ramrèssida.

## Descripció
Va ser descoberta per James Edward Quibell sota el patrocini de Theodore M. Davis. L'entrada és per una escala que acaba en una porta, originalment bloquejada amb una pedra i amb els segells de la necròpolis, que obre pas a un corredor, altres escales i finalment a la cambra funerària. El compartiment és rectangular, amb una àrea en el seu extrem posterior del qual el sòl està un metre per sota del nivell de la resta del pis. El sostre està inacabat i les parets no van ser allisades, enguixades ni decorades.
S'hi van trobar vasos canopis, instruments de música, seients, la cadira de la reina Tiy, llits, un cofre amb joies amb els noms d'Amenhotep III i Tiy, un carro, atuells plens de natró i dos sarcòfags: el de Yuya, col·locat sobre un trineu i que contenia tres taüts momiformes i la seva mòmia intacta; el de Tuyu, que contenia dos taüts interiors i la mòmia, també intacta. Les diferències en les tècniques d'embalsamament demostren que Yuya i Tuyu van morir en diferent època.
La tomba estava aparentment intacta, però hi ha proves que hi va haver tres robatoris: el primer va ser poc després del tancament oficial de la tomba, ja que es van retirar els productes peribles, com els ungüents, i els segells dels atuells es van treure per examinar-ne el contingut.
Un segon i tercer robatori van poder haver ocorregut durant les excavacions de la KV3 i la KV4, segons l'evidència dels segells trobats. L'entrada va ser segellada de nou i es tapà amb restes de material sobrant de la construcció d'aquestes dues tombes, convertint-la en inaccessible fins a 1905, quan Quibell la va descobrir.